# The Unfortunate Policeman
The Unfortunate Policeman er en britisk stumfilm fra 1905 af Robert W. Paul.